# هيلين توسيغ
هيلين بروك توسيغ (بالإنجليزية: Helen Brooke Taussig)‏ ـ (24 مايو 1898 ـ 20 مايو 1986) هي طبيبة قلب أمريكية، أرست دعائم طب قلب الأطفال.
كانت أبرز أعمالها اشتراكها مع زميليها في مستشفى جونز هوبكنز جراح القلب ألفرد بلالوك والتقني الجراحي فيفيان توماس في ابتكار تحويلة بلالوك-توماس-توسيغ، وهي إجراء جراحي يهدف إلى لتخفيف الزرقة الناجمة عن رباعية فالو، كما عُرفت توسيغ بجهودها من أجل حظر عقار الثاليدوميد.
في سنة 1954، تقاسمت جائزة ألبرت لاسكر للأبحاث الطبية السريرية مع ألفرد بلالوك وروبرت إدوارد غروس.
توفيت هيلين توسيغ في حادث تصادم سيارتين في 20 مايو 1986.

## حياتها المبكرة
ولدت هيلين بروك تاوسيج في كامبريدج، ماساتشوستس في 24 مايو 1898 لفرانك دبليو تاوسيج وإديث توماس غيلد، اللذان أنجبا ثلاثة أطفال آخرين. كان والدها خبيرًا اقتصاديًا بجامعة هارفارد، وكانت والدتها من أوائل الطلاب في كلية رادكليف، وهي كلية نسائية.
توفيت والدة تاوسيج عندما كانت تبلغ من العمر 11 عامًا بسبب مرض السل؛ ومرضت هيلين لعدة سنوات، ما أثر بشدة على قدرتها على أداء واجباتها المدرسية. وعانت من عسر القراءة الشديد خلال سنوات الدراسة المبكرة. تخرجت من مدرسة كامبريدج للبنات في عام 1917، ثم درست لمدة عامين في رادكليف قبل حصولها على درجة البكالوريوس وعضوية فاي بيتا كابا من جامعة كاليفورنيا، بيركلي في عام 1921.
قضت الصيف عندما كانت طفلة في كوتويت، ماساتشوستس، وفي وقت لاحق في المنزل حيث كان لها منزل هناك.
درست تاوسيج لاحقًا علم الأنسجة وعلم الجراثيم وعلم التشريح في كل من كلية الطب بجامعة هارفارد وجامعة بوسطن، رغم أن أيًا من الكليتين لم تسمحا لها بالحصول على شهادة تخرج.  تعرضت للتمييز بشكل خاص في فصل علم الأنسجة، إذ مُنعت من التحدث إلى زملائها الذكور خوفًا من التلوث. نشرت أول ورقة علمية لها حول دراسات عضلات قلب ثور مع ألكسندر بيغ بصفتها طالبة في علم التشريح في جامعة بوسطن في عام 1925. تقدمت بطلب إلى كلية الطب بجامعة جونز هوبكنز وقُبلت كمرشحة للحصول على درجة علمية كاملة. أكملت شهادة الدكتوراه في عام 1927 في جامعة جونز هوبكنز، حيث بقيت لمدة عام كزميل أمراض القلب ولمدة عامين كمتدربة في طب الأطفال. حصلت على زمالتين من أرشيبالد أثناء وجودها في هوبكنز من عام 1927 إلى عام 1930.
أصيبت الدكتورة تاسيج بالصمم في آخر حياتها المهنية. تعلمت استخدام تقنيات قراءة الشفاه ومساعد السمع للتحدث مع مرضاها، واستعمال أصابعها بدلاً من السماعة الطبية لتشعر بإيقاع ضربات القلب ولتقرأ الشفاه.

## حياتها المهنية
بدأت تاوسيج مسيرتها المهنية بعد أن حصلت على زمالة في أمراض القلب بفترة قصيرة كرئيس لقسم الحمى الروماتيزمية. ثم عُيّنت من قبل قسم طب الأطفال بجامعة جونز هوبكنز كرئيسة له، إذ خدمت من عام 1930 حتى عام 1963. عملت بشكل مكثف بشأن نقص الأكسجين أثناء وجودها هناك، وأطلقت عليها «متلازمة الطفل الأزرق» واكتشفت أن سببها هو الانسداد الجزئي للشريان الرئوي إما وحده أو مجتمع مع وجود ثقب بين البطينين في قلب الرضيع. كان هذا الانسداد بشكل أكثر تحديداً نتيجة لإغلاق القناة الشريانية. 8 عملت مع الجراح ألفريد بلوك وفيفيان توماس لإجراء عملية جراحية لتصحيح الخلل، مما أدى إلى ما يعرف الآن باسم تحويلة بلوك-تاوسيج-توماس. أجروا أولاً الجراحة التصحيحية على الكلاب ولكن بحلول عام 1946 بدؤوا في إجراء العملية على الأطفال الرضع. أصبحت أستاذًا مشاركًا في كلية الطب بجامعة جونز هوبكنز في ذلك العام. تمت ترقيتها إلى أستاذ كامل في عام 1959. نشرت تاوسيج كتابها الأهم في عام 1947 «التشوهات الخلقية للقلب»، والذي يعتبر بداية أمراض القلب عند الأطفال كحقل مستقل. حصلت على جائزة ألبرت لاسكر في عام 1954 لمساهماتها البارزة في الطب.
تقاعدت تاوسيج رسمياً من جونز هوبكنز في عام 1963، لكنه استمر في التدريس وإلقاء المحاضرات والضغط لصالح قضايا مختلفة. استمرت أيضاً في كتابة الأوراق العلمية (من إجمالي 129 كتابًا كتبته تاوسيج، 41 منهم كُتبوا بعد تقاعدها من جونز هوبكنز). ودعت إلى استخدام الحيوانات في البحوث الطبية وتقنين الإجهاض، وكذلك الدعاية للرعاية الملطفة لمرضى الأمراض القاتلة.
كانت الدكتورة هيلين تاوسيج أول امرأة تتولى رئاسة جمعية القلب الأمريكية في عام 1965. 10
علمت تاوسيج أيضًا بالآثار الضارة لدواء الثاليدوميد على حديثي الولادة، وأدلت بشهادتها أمام الكونجرس حول هذا الموضوع في عام 1967 بعد رحلة إلى ألمانيا حيث عملت مع الأطفال الرضع الذين يعانون من تشوهات الأطراف الحادة. حُظِر الثاليدوميد في الولايات المتحدة وأوروبا نتيجة لجهودها.  انتقلت تاوسيج في عام 1977إلى مجتمع للمتقاعدين في كينيت سكوير بولاية بنسلفانيا. واصلت نشاطها الدائم في القيام برحلات دورية إلى جامعة ديلاوير من أجل العمل البحثي. كانت تاوسيج رائدة في استخدام الأشعة السينية والمنظار الفلوري في وقت واحد لدراسة التغيرات في قلب الطفل والرئتين بطريقة أقل تغلغلًا. 11 كانت تعمل في وقت وفاتها على بحث يتضمن الأساس الوراثي لبعض عيوب القلب الخلقية في قلوب الطيور.

## وفاتها
قادت تاوسيج بسيارتها مجموعة من الأصدقاء للتصويت في انتخابات محلية عندما اصطدمت سيارتها بسيارة أخرى عند تقاطع، ما أدى إلى وفاتها على الفور، بعد أربعة أيام من عيد ميلادها الثامن والثمانين في 20 مايو 1986.

## التكريمات
كرمت فرنسا تاوسيج في عام 1947 باعتبارها فارسة من فيلق الشرف. حصلت على ميدالية فخرية من الكلية الأمريكية لأطباء الصدر في عام 1953. كرّمتها إيطاليا بجائزة فليتارنيلي في عام 1954؛ وحصلت على جائزة لاسكر عن عملها في نفس العام. انتخبت زميلة في الأكاديمية الأمريكية للفنون والعلوم في عام 1957. 12 وحصلت على جائزة القلب الذهبي في عام 1963. كُرّمت بجائزة الجدارة من جمعية القلب الأمريكية لعام 2006. حصلت على الزمالة الشرفية من الكلية الأمريكية لأمراض القلب في عام 1960، وحصلت تاوسيج على ميدالية الحرية الرئاسية من قبل الرئيس ليندون جونسون في عام 1964، وفي العام التالي أصبحت أول رئيسة أنثى لجمعية القلب الأمريكية. حصلت تاوسيج على جائزة الإنجاز من الجمعية الأمريكية للجامعيات في عام 1963. عينت جامعة جوتنجن عيادة القلب على شرف تاوسيج في عام 1965.
انتُخبت تاوسيج في الأكاديمية الوطنية للعلوم في عام 1973، بعد 27 عامًا من انتخاب بالوك لعملهم المشترك على تحويلة بالوك-تاوسيج. أُدرجت تاوسيج في قاعة مشاهير المرأة الوطنية في عام 1973.
عينت مستشفى جونز هوبكنز مركز هيلين ب. تاوسيج لأمراض القلب الخلقية تكريماً لها، وفي عام 2005 أطلقت كلية جونز هوبكنز للطب اسمها على واحدة من كلياتها الأربع على شرفها.
حصلت تاوسيج على أكثر من 20 درجة فخرية طوال حياتها المهنية. كانت تاوسيج عضوًا في العديد من الجمعيات المهنية المرموقة خلال حياتها المهنية. كانت عضوًا في الجمعية الأمريكية لطب الأطفال، وجمعية أبحاث طب الأطفال، والكلية الأمريكية للأطباء. كرمتها جمعية طب الأطفال الأمريكية بجائزة هاولاند في عام 1971، ومنحها جونز هوبكنز ميدالية ميلتون إس أيزنهاور للخدمة المتميزة في عام 1976.

## روابط خارجية
- هيلين توسيغ على موقع الموسوعة البريطانية (الإنجليزية)
- هيلين توسيغ على موقع إن إن دي بي (الإنجليزية)